# Jeffrey de Lange
Jeffrey de Lange (Amstelveen, 1 april 1998) is een Nederlands voetballer. De doelverdediger maakte in 2020 bij FC Twente zijn debuut in het betaald voetbal en tekende in 2022 een contract bij Go Ahead Eagles. In augustus 2024 maakte De Lange de overstap naar de Franse voetbalclub Olympique de Marseille.

## Clubloopbaan

### FC Twente
De Lange kwam vanaf zijn zevende uit in de jeugd van AFC Ajax. Tussen 2015 en 2017 was hij enkele keren reserve voor Jong Ajax in de Eerste divisie. Wegens gebrek aan perspectief bij de Amsterdammers verkaste hij ondanks een nieuw aanbod van Ajax na dat seizoen naar FC Twente. Hij tekende een driejarig contract en sloot als vierde keeper in de trainingen aan bij de eerste selectie. In zijn eerste jaren in Enschede kwam hij uit voor Jong FC Twente, in het seizoen 2017/18 in de Derde divisie zaterdag en vanaf 2018 in de Beloftencompetitie. Vanaf 2019 was hij na Joël Drommel en Jorn Brondeel de derde keeper bij FC Twente en vanaf 2020 na het vertrek van Brondeel de tweede keeper. In juli 2020 verlengde hij zijn contract met een jaar tot de zomer van 2021. In februari 2021 verlengde hij opnieuw zijn contract tot 2024.
Vanwege een blessure bij Drommel maakte De Lange op 27 oktober 2020 zijn debuut voor FC Twente in een met 3-1 verloren bekerwedstrijd tegen BV De Graafschap. Het was in seizoen 2020/21 zijn enige wedstrijd in de hoofdmacht. Nadat Drommel in de zomer van 2021 bij Twente vertrok, bleef De Lange tweede doelman, nu achter de nieuw aangetrokken Lars Unnerstall. Door een blessure van Unnerstall maakte De Lange op 30 oktober 2021 in een met 5-2 verloren uitwedstrijd tegen PSV zijn debuut in de Eredivisie.

### Go Ahead Eagles
In de zomer van 2022 verliet De Lange FC Twente om eerste keeper te worden bij Go Ahead Eagles. Hij tekende in Deventer een contract voor drie seizoenen, tot de zomer van 2025. Op 7 augustus maakte De Lange tegen AZ zijn debuut voor Go Ahead.

## Interlandcarrière
De Lange kwam vanaf het Nederlands voetbalelftal onder 15 uit voor verschillende nationale jeugdelftallen. Onder trainer Dwight Lodeweges kwam hij in 2017 tweemaal uit voor het Nederlands voetbalelftal onder 20.

## Clubstatistieken
| Seizoen                      | Club            | Competitie     | Competitie | Competitie | Beker | Beker | Overig | Overig | Totaal | Totaal |
| Seizoen                      | Club            | Competitie     | Wed.       | Dlp.       | Wed.  | Dlp.  | Wed.   | Dlp.   | Wed.   | Dlp.   |
| ---------------------------- | --------------- | -------------- | ---------- | ---------- | ----- | ----- | ------ | ------ | ------ | ------ |
| 2020/21                      | FC Twente       | Eredivisie     | 0          | 0          | 1     | 0     | 0      | 0      | 1      | 0      |
| 2021/22                      | FC Twente       | Eredivisie     | 2          | 0          | 1     | 0     | 0      | 0      | 3      | 0      |
| 2022/23                      | Go Ahead Eagles | Eredivisie     | 34         | 0          | 2     | 0     | 0      | 0      | 36     | 0      |
| 2023/24                      | Go Ahead Eagles | Eredivisie     | 34         | 0          | 2     | 0     | 2      | 0      | 38     | 0      |
| 2024/25                      | Go Ahead Eagles | Eredivisie     | 0          | 0          | 0     | 0     | 2      | 0      | 2      | 0      |
| Carrièretotaal               | Carrièretotaal  | Carrièretotaal | 70         | 0          | 6     | 0     | 4      | 0      | 80     | 0      |
| Bijgewerkt op 5 januari 2023 |                 |                |            |            |       |       |        |        |        |        |